# Guerilla Black
Charles Williamson (Chicago, 1977), mais conhecido pelo seu nome artístico Guerilla Black, é um rapper estadunidense. Sua fama cresceu após o lançamento do álbum de estreia Guerrilla City.

## Discografia

### Álbuns
- 2004: Guerilla City
- 2007: God Bless The Child

### Mixtapes
- 1999: N.O.T.O.R.I.O.U.S. B.L.A.C.K.
- 2004: Black by Popular Demand
- 2007: Real Niggaz Say Real Shit (Vol. 1)
- 2009: The Blacktapes

### Singles
| Ano  | Canção                                | Posição nas paradas | Posição nas paradas | Posição nas paradas | Álbum               |
| Ano  | Canção                                | U.S. Hot 100        | U.S. R&B            | U.S. Rap            | Álbum               |
| ---- | ------------------------------------- | ------------------- | ------------------- | ------------------- | ------------------- |
| 2004 | "Compton" (part. Beenie Man)          | –                   | 30                  | 22                  | Guerilla City       |
| 2005 | "You're the One" (part. Mario Winans) | 77                  | 43                  | 24                  | Guerilla City       |
| 2007 | "Whatever" (feat. Hot Dollar)         | –                   | –                   | –                   | God Bless The Child |